# Enzo Maccarinelli
Enzo Maccarinelli (Swansea, 20 de agosto de 1980) es un boxeador profesional galés más conocido como "Big Mac".
Su pelea más famosa fue contra Roy Jones, Jr a quien noqueó en el cuarto asalto.

## Carrera profesional

### Campeón de la WBO del peso crucero
El 8 de julio de 2006, Maccarinelli luchó contra el ex campeón del peso crucero del Consejo Mundial de Boxeo (CMB), Marcelo Fabián Domínguez por el título de peso crucero interino de la OMB. Maccarinelli ganó el título con un nocaut técnico en el noveno asalto. La progresión natural fue una pelea por el título contra el entonces poseedor del título de la OMB, Johnny Nelson. Debido a varias lesiones de Nelson, este combate nunca ocurrió, y el 22 de septiembre de 2006 anunció su retiro, renunciando automáticamente al cinturón y permitiendo que Maccarinelli sea promovido al estatus de campeón completo.

#### Defensas del título
El 14 de octubre de 2006 Maccarinelli hizo su primera defensa del título de la OMB, deteniendo al ex oponente Mark Hobson en la primera ronda en una pelea que se esperaba durara la distancia. Esto fue seguido por otra victoria en el primer asalto sobre Bobby Gunn el 7 de abril de 2007 en el Millennium Stadium, Cardiff. La pelea de Gunn se detuvo con solo: 25 segundos restantes en la primera ronda por el árbitro Mark Nelson, a pesar de que Gunn no estaba abajo y solo tenía un pequeño corte. Se informó ampliamente y erróneamente que Maccarinelli había roto la nariz de Bobby Gunn, pero era un pequeño corte en el puente de la nariz que causaba el sangrado. La nariz de Gunn no se rompió y la mayoría de los observadores en el ringside pensaron que la pelea se detuvo prematuramente.
El 21 de julio de 2007 Maccarinelli defendió su campeonato de peso crucero OMB contra el ex campeón WBC Wayne Braithwaite y ganó por decisión unánime, después de dominar el combate. El 3 de noviembre de 2007, Maccarinelli defendió con éxito su título de peso crucero de la OMB contra Mohamed Azzaoui ganando por nocaut técnico en el 4ª asalto.

### Combate con Lebedev, retiro y regreso
La siguiente pelea de Maccarinelli fue contra el invicto ruso Denis Lebedev el 18 de julio de 2009. La pelea tuvo lugar en el M.E.N. Arena en la cartelera de una pelea de Amir Khan, esta vez el desafío de título wélter ligero de la AMB de Khan contra Andreas Kotelnik. Desde el comienzo de la pelea, Maccarinelli luchó con el poder de su oponente y al final de la segunda ronda su ojo derecho se había hinchado por completo debido a los golpes que le había propinado Lebedev. En la tercera ronda, Lebedev sacudió a Maccarinelli con un uppercut que aterrizó limpiamente a través de su guardia y después de una andanada adicional de golpes sin contestar, el árbitro intervino y detuvo la pelea.
Antes de la pelea, Maccarinelli había admitido que el combate representaba "la última oportunidad" en términos de volver a encarrilar su carrera, después de perder por 2 nocauts en sus últimas 3 peleas, y hablando inmediatamente después de la derrota insinuó que este último revés podría ser señal el final de su carrera de boxeo. En una entrevista con su periódico local unos días después, Maccarinelli aparentemente confirmó su intención de retirarse del deporte, aunque se retractó de esto en una entrevista posterior con la misma fuente.

### Regreso al peso crucero y retiro final
En 2015, Maccarinelli regresó al peso crucero y en diciembre noqueó al entonces Roy Jones Jr. de 46 años en la cuarta ronda en el VTB Ice Palace de Moscú. En junio de 2016 se enfrentó a Dmytro Kucher por el título vacante de peso crucero europeo, pero perdió por nocaut técnico en la primera ronda, y posteriormente anunció su retiro del boxeo.

## Récord profesional
| Resultado | Récord | Rival              | Método | Asalto - Tiempo | Fecha              | Localización                                     | Título |
| Derrota   | 41–8   | Dmytro Kucher      | TKO    | 1 (12), 2:48    | 10 Jun 2016        | York Hall, Londres, Inglaterra                   | Por el título vacante Europeo del peso crucero                                                                                  |
| Victoria  | 41–7   | Roy Jones Jr.      | KO     | 4 (12), 1:59    | 12 Dec 2015        | VTB Arena, Moscú, Rusia                          | |
| Victoria  | 40–7   | Jiri Svacina       | TKO    | 5 (10), 2:00    | 10 Oct 2015        | Newport Centre, Newport, Gales                   | |
| Victoria  | 39–7   | Gyorgy Novak       | TKO    | 1 (8), 0:48     | 14 Mar 2015        | Victoria Warehouse, Mánchester, Inglaterra       | |
| Derrota   | 38–7   | Jürgen Brähmer     | RTD    | 5 (12), 3:00    | 5 Apr 2014         | StadtHalle, Rostock, Alemania                    | Por el título mundial de la WBA del peso semipesado                                                                             |
| Victoria  | 38–6   | Courtney Fry       | TKO    | 7 (10), 1:46    | 7 Dec 2013         | Echo Arena, Liverpool, Inglaterra                | |
| Victoria  | 37–6   | Ovill McKenzie     | TKO    | 11 (12), 2:44   | 17 Aug 2013        | Motorpoint Arena, Cardiff, Gales                 | Gana el título Commonwealth del peso semipesado                                                                                 |
| Victoria  | 36–6   | Carl Wild          | KO     | 6 (6), 2:18     | 20 Apr 2013        | Wembley Arena, Londres, Inglaterra               | |
| Derrota   | 35–6   | Ovill McKenzie     | TKO    | 2 (12), 2:15    | 11 Sep 2012        | Liverpool Olympia, Liverpool, Inglaterra         | Por el título de la Mancomunidad del peso semipesado                                                                            |
| Victoria  | 35–5   | Shane McPhilbin    | UD     | 12              | 23 Mar 2012        | Civic Hall, Wolverhampton, Inglaterra            | Gana el título Británico del peso crucero                                                                                       |
| Victoria  | 34–5   | Ciaran Healy       | TKO    | 2 (8), 2:50     | 25 Feb 2012        | Motorpoint Arena, Cardiff, Gales                 | |
| Victoria  | 33–5   | Gyorgy Marosi      | TKO    | 1 (8), 1:39     | 18 Nov 2011        | York Hall, Londres, Inglaterra                   | |
| Derrota   | 32–5   | Alexander Frenkel  | KO     | 7 (12), 2:30    | 18 Sep 2010        | LG Arena, Birmingham, Inglaterra                 | Pierde el título Europeo del peso crucero                                                                                       |
| Victoria  | 32–4   | Alexander Kotlobay | TKO    | 1 (12), 2:15    | 27 Apr 2010        | Yubileiny Sports Palace, Saint Petersburg, Rusia | Gana el título Europeo del peso crucero.                                                                                        |
| Victoria  | 31–4   | Zoltan Czekus      | TKO    | 1 (8), 2:04     | 12 Mar 2010        | Echo Arena, Liverpool, Inglaterra                | |
| Victoria  | 30–4   | Krisztian Jaksi    | KO     | 1 (6), 1:34     | 5 Dec 2009         | Metro Radio Arena, Newcastle, Inglaterra         | |
| Derrota   | 29–4   | Denis Lebedev      | TKO    | 3 (12), 2:20    | 18 Jul 2009        | MEN Arena, Manchester, England                   | Por el título vacante WBO Intercontinental del peso crucero                                                                     |
| Derrota   | 29–3   | Ola Afolabi        | KO     | 9 (12), 1:50    | 14 Mar 2009        | MEN Arena, Mánchester, Inglaterra                | Por el título de la WBO interino del peso crucero                                                                               |
| Victoria  | 29–2   | Matthew Ellis      | TKO    | 2 (10), 1:28    | 6 Dec 2008         | ExCeL, Londres, Inglaterra                       | |
| Derrota   | 28–2   | David Haye         | TKO    | 2 (12), 2:04    | 8 Mar 2008         | The O2 Arena, Londres, Inglaterra                | Pierde el título mundial de la WBO del peso crucero; Por el título de la WBA (Super), WBC, The Ring, y lineal del peso crucero. |
| Victoria  | 28–1   | Mohamed Azzaoui    | TKO    | 4 (12), 0:58    | 3 Nov 2007         | Millennium Stadium, Cardiff, Wales               | Retiene el título mundial WBO del peso crucero                                                                                  |
| Victoria  | 27–1   | Wayne Braithwaite  | UD     | 12              | 21 Jul 2007        | International Arena, Cardiff, Wales              | Retiene el título mundial WBO del peso crucero                                                                                  |
| Victoria  | 26–1   | Bobby Gunn         | TKO    | 1 (12), 2:35    | 7 Apr 2007         | Millennium Stadium, Cardiff, Wales               | Retiene el título mundial WBO del peso crucero                                                                                  |
| Victoria  | 25–1   | Mark Hobson        | TKO    | 1 (12), 1:11    | 14 Oct 2006        | MEN Arena, Manchester, England                   | Retiene el título mundial WBO del peso crucero                                                                                  |
| Victoria  | 24–1   | Marcelo Domínguez  | TKO    | 9 (12), 0:58    | 8 Jul 2006         | Millennium Stadium, Cardiff, Wales               | Gana el título WBO interino del peso crucero                                                                                    |
| Victoria  | 23–1   | Mark Hobson        | UD     | 12              | 4 Mar 2006         | MEN Arena, Manchester, England                   | Retiene el título WBU del peso crucero                                                                                          |
| Victoria  | 22–1   | Marco Heinichen    | KO     | 1 (10), 1:38    | 26 Nov 2005        | Palazzetto dello Sport, Rome, Italy              | |
| Victoria  | 21–1   | Roman Bugaj        | TKO    | 1 (8), 1:55     | 4 Jun 2005         | MEN Arena, Manchester, England                   | |
| Victoria  | 20–1   | Rich LaMontagne    | TKO    | 4 (12), 1:04    | 21 Jan 2005        | Leisure Centre, Bridgend, Wales                  | Retiene el título WBU del peso crucero                                                                                          |
| Victoria  | 19–1   | Jesper Kristiansen | KO     | 3 (12), 2:05    | 3 Sep 2004         | Leisure Centre, Newport, Wales                   | Retiene el título WBU del peso crucero                                                                                          |
| Victoria  | 18–1   | Ismail Abdoul      | UD     | 12              | 3 Jul 2004         | Leisure Centre, Newport, Wales                   | Retiene el título WBU del peso crucero                                                                                          |
| Victoria  | 17–1   | Gary Delaney       | TKO    | 8 (12), 2:37    | 21 Feb 2004        | National Ice Rink, Cardiff, Wales                | Retiene el título WBU del peso crucero                                                                                          |
| Victoria  | 16–1   | Earl Morais        | KO     | 1 (12), 1:30    | 6 Dec 2003         | National Ice Rink, Cardiff, Wales                | Retiene el título WBU del peso crucero                                                                                          |
| Victoria  | 15–1   | Andrei Karsten     | KO     | 1 (12), 1:10    | 13 Sep 2003        | Leisure Centre, Newport, Wales                   | Retiene el título WBU del peso crucero                                                                                          |
| Victoria  | 14–1   | Bruce Scott        | TKO    | 4 (12), 2:49    | 18 Jun 2003        | International Arena, Cardiff, Wales              | Gana el título vacante WBU del peso crucero                                                                                     |
| Victoria  | 13–1   | Valeri Semiskur    | TKO    | 1 (12), 1:38    | 29 Mar 2003        | Mountbatten Centre, Portsmouth, England          | |
| Victoria  | 12–1   | Paul Bonson        | PTS    | 4               | 18 Jan 2003        | Guild Hall, Preston, England                     | |
| Victoria  | 11–1   | Dave Clarke        | TKO    | 2 (4), 2:38     | 12 Oct 2002        | York Hall, Londres, Inglaterra                   | |
| Victoria  | 10–1   | Tony Booth         | TKO    | 2 (4), 1:51     | 17 Aug 2002        | Cardiff Castle, Cardiff, Gales                   | |
| Victoria  | 9–1    | Tony Booth         | PTS    | 4               | 20 Apr 2002        | International Arena, Cardiff, Wales              | |
| Victoria  | 8–1    | James Gilbert      | TKO    | 2 (6), 2:18     | 12 Feb 2002        | York Hall, Londres, England                      | |
| Victoria  | 7–1    | Kevin Barrett      | TKO    | 2 (6), 2:38     | 15 Dec 2001        | Wembley Conference Centre, Londres, England      | |
| Victoria  | 6–1    | Eamon Glennon      | TKO    | 2 (4)           | 9 Oct 2001         | National Ice Rink, Cardiff, Wales                | |
| Victoria  | 5–1    | Darren Ashton      | KO     | 1 (4), 1:15     | 18 Apr 2001        | International Arena, Cardiff, Wales              | |
| Victoria  | 4–1    | Chris Woollas      | PTS    | 4               | 11 Dec 2000        | Kingsway Leisure Centre, Widnes, England         | |
| Derrota   | 3–1    | Lee Swaby          | KO     | 3 (4), 2:35     | 12 de mayo de 2000 | Leisure Centre, Swansea, Wales                   | |
| Victoria  | 3–0    | Nigel Rafferty     | TKO    | 3 (4), 2:52     | 26 Feb 2000        | Leisure Centre, Swansea, Wales                   | |
| Victoria  | 2–0    | Mark Williams      | TKO    | 1 (4), 0:35     | 11 Dec 1999        | Rhydycar Leisure Centre, Merthyr, Wales          | |
| Victoria  | 1–0    | Paul Bonson        | PTS    | 4               | 2 Oct 1999         | International Arena, Cardiff, Wales              | Debut profesional. |